# Västersjön (Hällefors socken, Västmanland)
Västersjön är en sjö i Hällefors kommun i Västmanland och ingår i Göta älvs huvudavrinningsområde.